# Ostreococcus
Ostreococcus je rod jednobuněčných kulovitých zelených řas, náležejících do třídy Prasinophyceae. Je součástí mořského planktonu. Byl objeven v roce 1994 v laguně Thau ve Francii, ale nalezen byl na mnoha jiných místech v světovém oceánu. Jeho význam spočívá v tom, že je nejmenším známým volně žijícím eukaryotickým organismem, protože jeho buňka dosahuje velikosti pouhých 0,8 µm.
Jeho (poměrně též malý) jaderný genom má 12,56 milionů párů bází a byl osekvenován v roce 2006. Ostreococcus tauri má 14 chromozomů, jeden chloroplast a několik mitochondrií.